# 더 웨이브 (영화)
《더 웨이브》(노르웨이어: Bølgen)는 2015년 공개된 노르웨이의 영화이다.

## 출연

### 주연
- 크리스토퍼 요너
- 아네 달 토르프
- 조나스 호프 오프테브로(노르웨이어판)
- 이디스 하겐루드 산드

### 조연
- 프리드쇼프 소헤임
- 토머스 보 라센
- 라도 해드직
- 에일리 하보